# Makira
A ilha de Makira (antes San Cristobal) é a maior ilha da província de Makira-Ulawa nas Ilhas Salomão. Fica a leste de Guadalcanal e a sul de Malaita. A maior cidade é a capital, Kirakira.

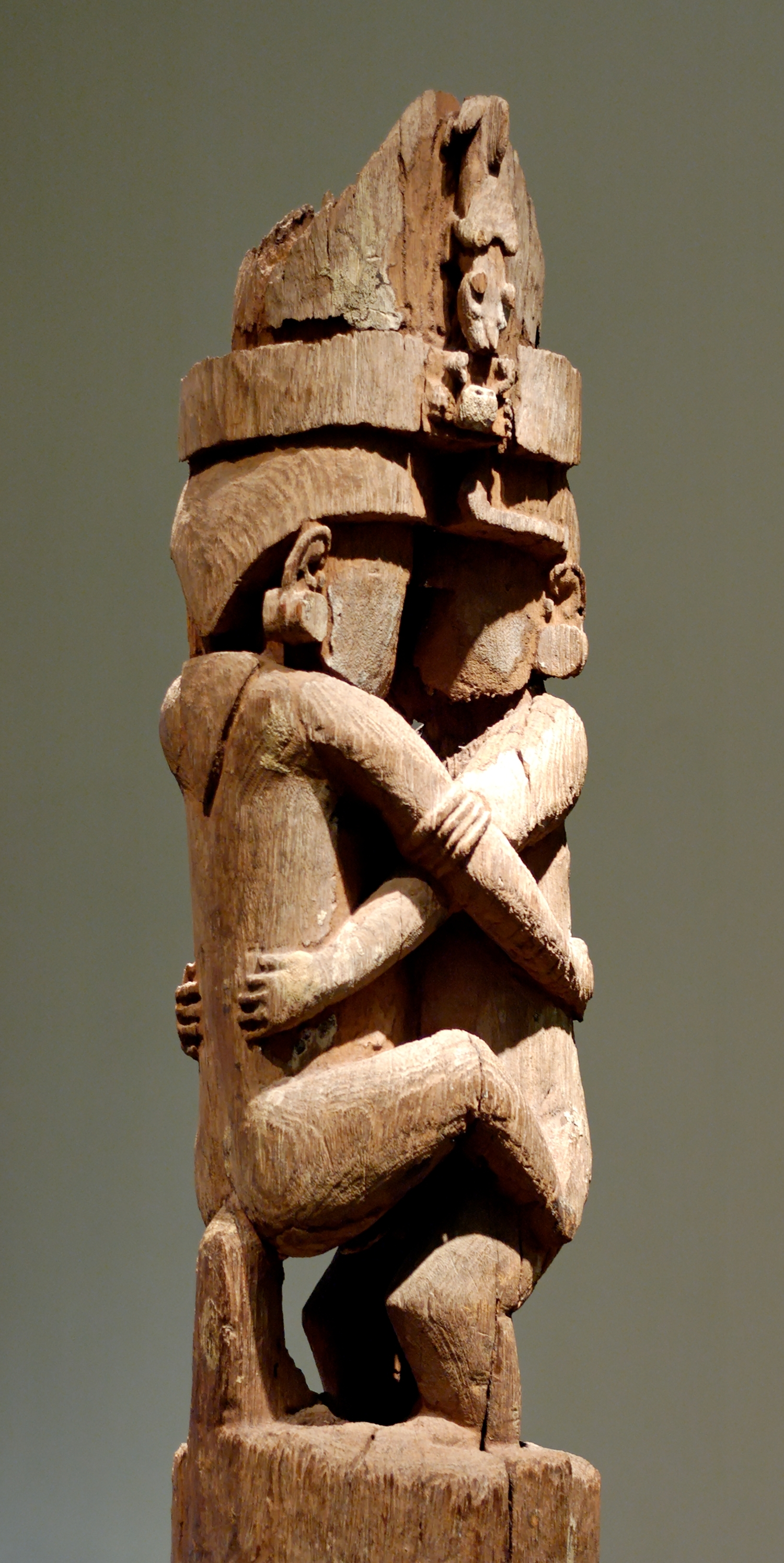
Poste para casa cerimonial (pormenor). Madeira, aldeia de Magura (Makira, Ilhas Salomão), século XVII

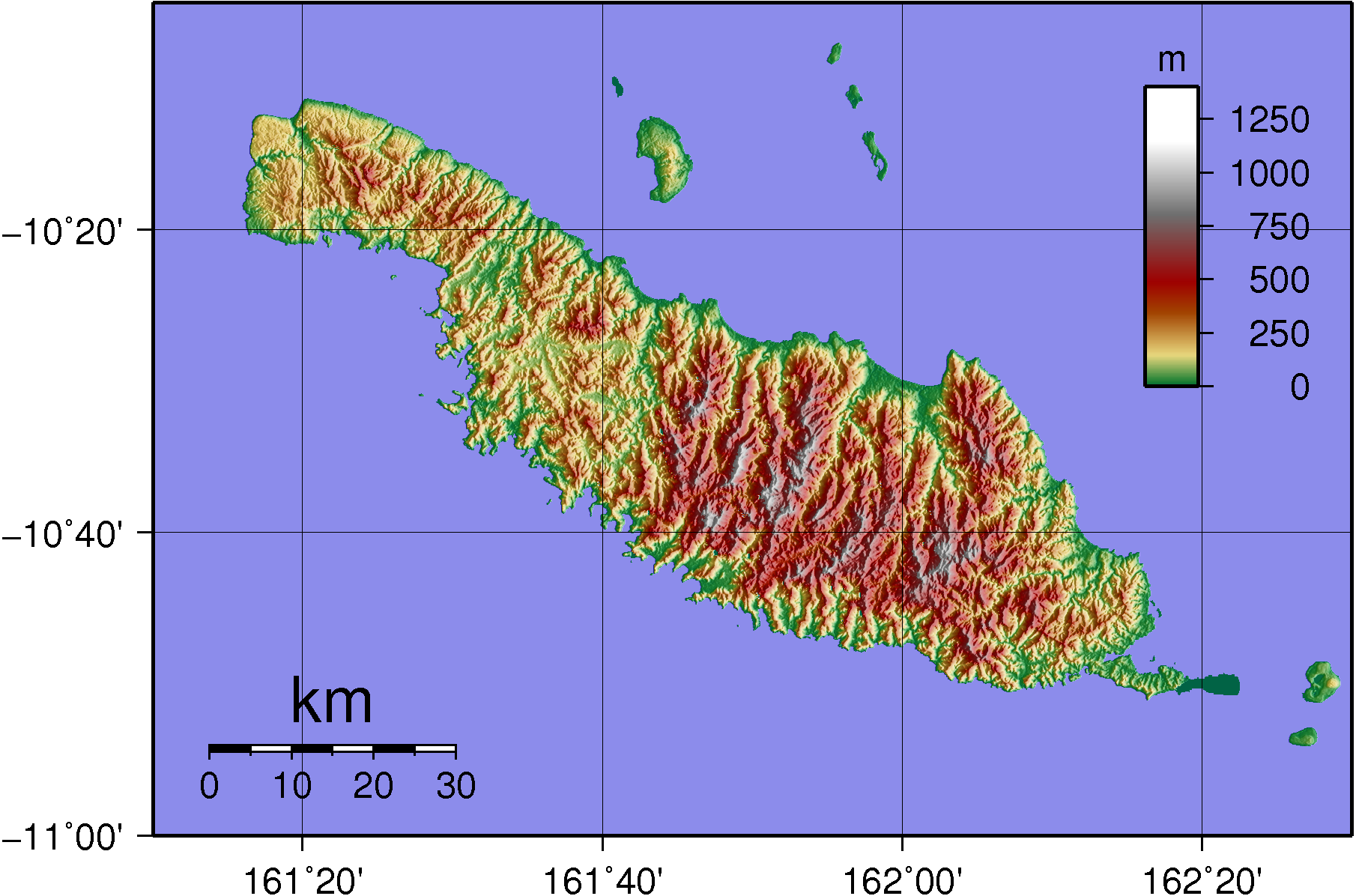
Mapa topográfico de Makira